# Ophiomyia chondrillae
Ophiomyia chondrillae este o specie de muște din genul Ophiomyia, familia Agromyzidae, descrisă de Spencer în anul 1986.
Este endemică în Washington. Conform Catalogue of Life specia Ophiomyia chondrillae nu are subspecii cunoscute.